# Bivongi
Bivongi (/biˈvonʤi/, Bivungi o Bigungi in calabrese) è un comune italiano di 1 152 abitanti della città metropolitana di Reggio Calabria in Calabria.

## Geografia fisica
Bivongi è situata nella Vallata dello Stilaro, ai piedi del Monte Consolino.

### Idrografia[6]
- Fiumara Assi
- Fiumara Mula
- Fiumara Stilaro
- Torrente Anguilla Nera
- Torrente Ceraso
- Torrente Maiodera
- Torrente Melodare
- Torrente Palamandrea
- Torrente Pardalà
- Torrente Postarino
- Torrente Punghì
- Torrente Scala
- Torrente Vignale
- Vallone Arnò
- Vallone Azzorello
- Vallone Barzilla
- Vallone Dromo
- Vallone Macodico (Cellìa)

### Territorio

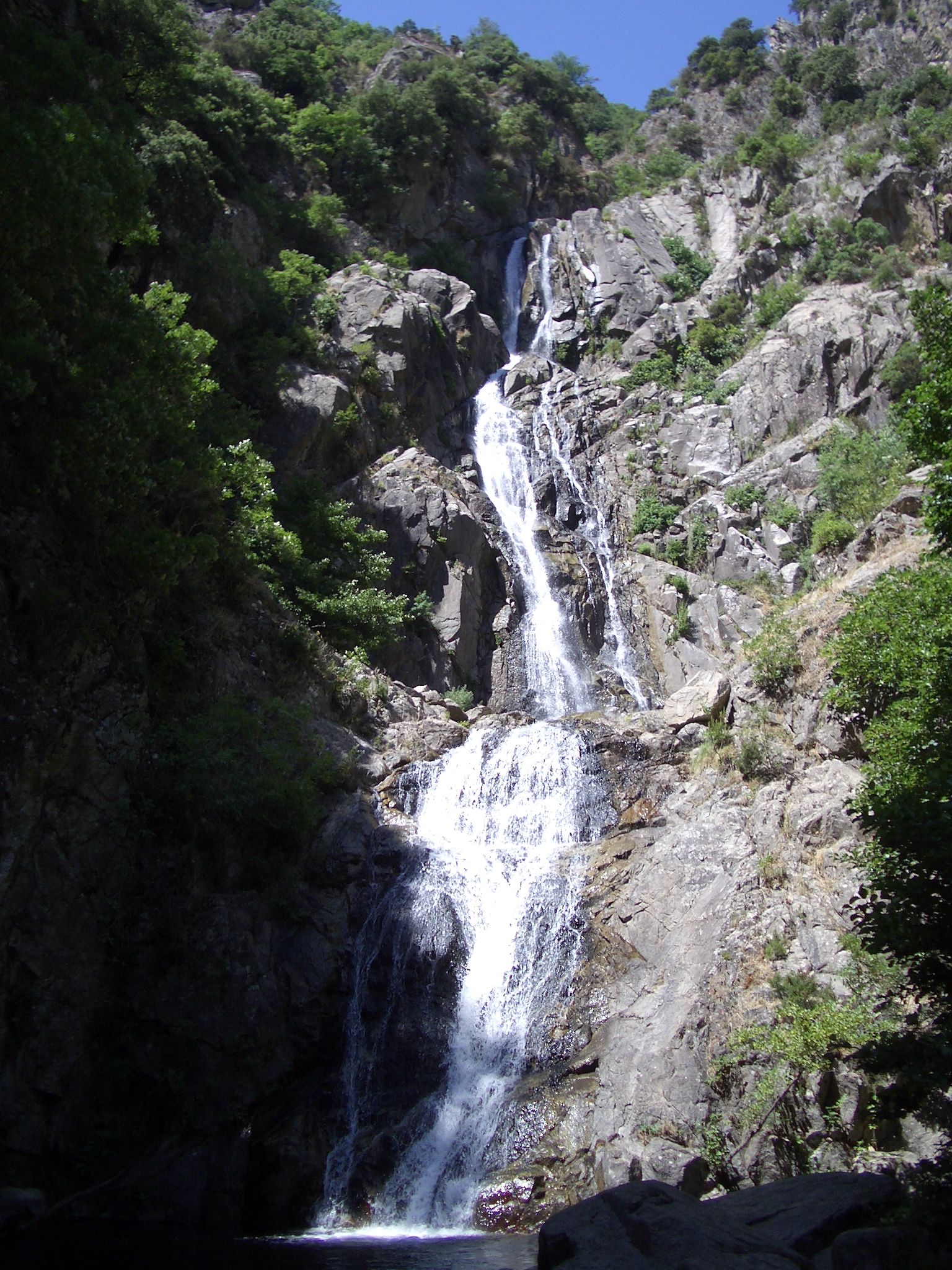
Cascata del Marmarico

- Cascata del Marmarico (altezza 114 m, a circa 600 m s.l.m.)

La cascata si trova nell'alto corso della fiumara Stilaro, al vallone Folea denominato "salto di Marmarico", per i bivongesi “Schioppo del Marmarico”. Nome Marmarico perché la roccia rassomiglia al marmo (dal greco μαρμαρινοσ), nel cuore del parco delle Serre, ai piedi della montagna di Ferdinandea.
È la cascata più alta dell'Appennino meridionale con i suoi 120 m. È stata, fatta conoscere ed immessa nel circuito turistico della vallata da Ernesto Franco. La cascata del Marmarico di Bivongi ha ottenuto il riconoscimento di "Meraviglia italiana".
È raggiungibile lasciando l'auto al ristorante "La Vecchia Miniera" di Bivongi (Contrada Perrocalli) e da lì, gli 8 km di strada non asfaltata, assai dissestata, piena di buche e pietre appuntite, sono da percorrere esclusivamente noleggiando un fuoristrada (altrimenti usandone uno proprio, 40 minuti) oppure a piedi per circa 1 ora e 45 minuti. Strada facendo, oltre a frequenti segnali di colore rosso per la giusta direzione, vi sono due sorgenti d'acqua potabile, la prima a 3 km dal ristorante e l'altra, dopo aver attraversato due ponti: uno stretto di ferro e cemento e l'altro piccolo di legno, 10 minuti prima d'arrivare alle cascate.
Lungo il corso alto della fiumara Stilaro nei pressi della cascata Marmarico, nel territorio di Bivongi, sono presenti numerosissimi esemplari di Woodwardia radicans, una felce rara, che a fianco delle tante orchidee presenti nel comprensorio rendono la vallata dello Stilaro una tra le più interessanti aree italiane anche dal punto di vista botanico (D.F.).
- Parco Vignali
- Parco Nicholas Green
- Bagni di Guida

È una località di Bivongi nei pressi della fiumara dello Stilaro, un tempo noto come "Acque sante" per le sue proprietà mediche dovute ad elementi solfuro-alcalini.
Se ne conosce un suo utilizzo fin dal 1870 ma erano note sin dal tempo dei bizantini e anche nel periodo pre-bizantino.

### Clima
| BIVONGI                    | Mesi | Mesi | Mesi | Mesi | Mesi | Mesi | Mesi | Mesi | Mesi | Mesi | Mesi | Mesi | Stagioni | Stagioni | Stagioni | Stagioni | Anno  |
| BIVONGI                    | Gen  | Feb  | Mar  | Apr  | Mag  | Giu  | Lug  | Ago  | Set  | Ott  | Nov  | Dic  | Inv      | Pri      | Est      | Aut      | Anno  |
| -------------------------- | ---- | ---- | ---- | ---- | ---- | ---- | ---- | ---- | ---- | ---- | ---- | ---- | -------- | -------- | -------- | -------- | ----- |
| T. max. media (°C)         | 15,0 | 15,0 | 17,0 | 19,0 | 24,0 | 28,0 | 31,0 | 31,0 | 28,0 | 24,0 | 20,0 | 17,0 | 15,7     | 20,0     | 30,0     | 24,0     | 22,4  |
| T. min. media (°C)         | 8,0  | 8,0  | 9,0  | 11,0 | 15,0 | 18,0 | 22,0 | 22,0 | 19,0 | 16,0 | 12,0 | 10,0 | 8,7      | 11,7     | 20,7     | 15,7     | 14,2  |
| Precipitazioni (mm)        | 63,0 | 52,0 | 43,0 | 31,0 | 17,0 | 9,0  | 6,0  | 9,0  | 29,0 | 53,0 | 63,0 | 59,0 | 174,0    | 91,0     | 24,0     | 145,0    | 434,0 |
| Umidità relativa media (%) | 72   | 71   | 69   | 68   | 67   | 66   | 64   | 67   | 70   | 72   | 71   | 72   | 71,7     | 68       | 65,7     | 71       | 69,1  |

## Origini del nome
Il nome di Bivongi ha molte ipotesi etimologiche. Deriva sicuramente dalle differenti varietà di dialetto calabrese: Bivungi, Buvungi e Bugungi e, secondo il Dizionario toponomastico ed onomastico della Calabria di Rohlfs, che a sua volta deriverebbe da un latino Bubungium del 1325, mentre nel XVI secolo è attestato col nome di Bofongi.
A sua volta deriverebbe dal nome greco Boβὸγγες (Bobònges) presente nel Brebion, documento greco del 1050 circa, ritrovato da Guillou nella biblioteca privata dei conti Capialbi a Vibo Valentia.
Il significato di Bobonges potrebbe essere: "terra del bigatto/baco da seta", da bombyx cioè "baco" e gges (pronunciato 'nges') "produrre" o "terra".
Secondo Salvatore Riggio deriverebbe da bonbòngos: "simile a un bubone".
Un'altra ipotesi è che derivi da bous = "bue" e dal verbo ghignomai = "diventare", e quindi "paese della produzione di buoi"; oppure deriverebbe dal greco baf cioè "tempra del ferro" e ghi che significa "terra", quindi terra in cui si tempra il ferro. A testimonianza di ciò anche l'uso del termine dispregiativo Bafungi utilizzando fin dal XVII secolo.
Infine dal verbo bibroosko cioè "mangio" che avrebbe dato per lo meno il nome alla parte più antica del centro abitato, chiamata oggi: Mangiuni.

## Storia

### Età medioevale

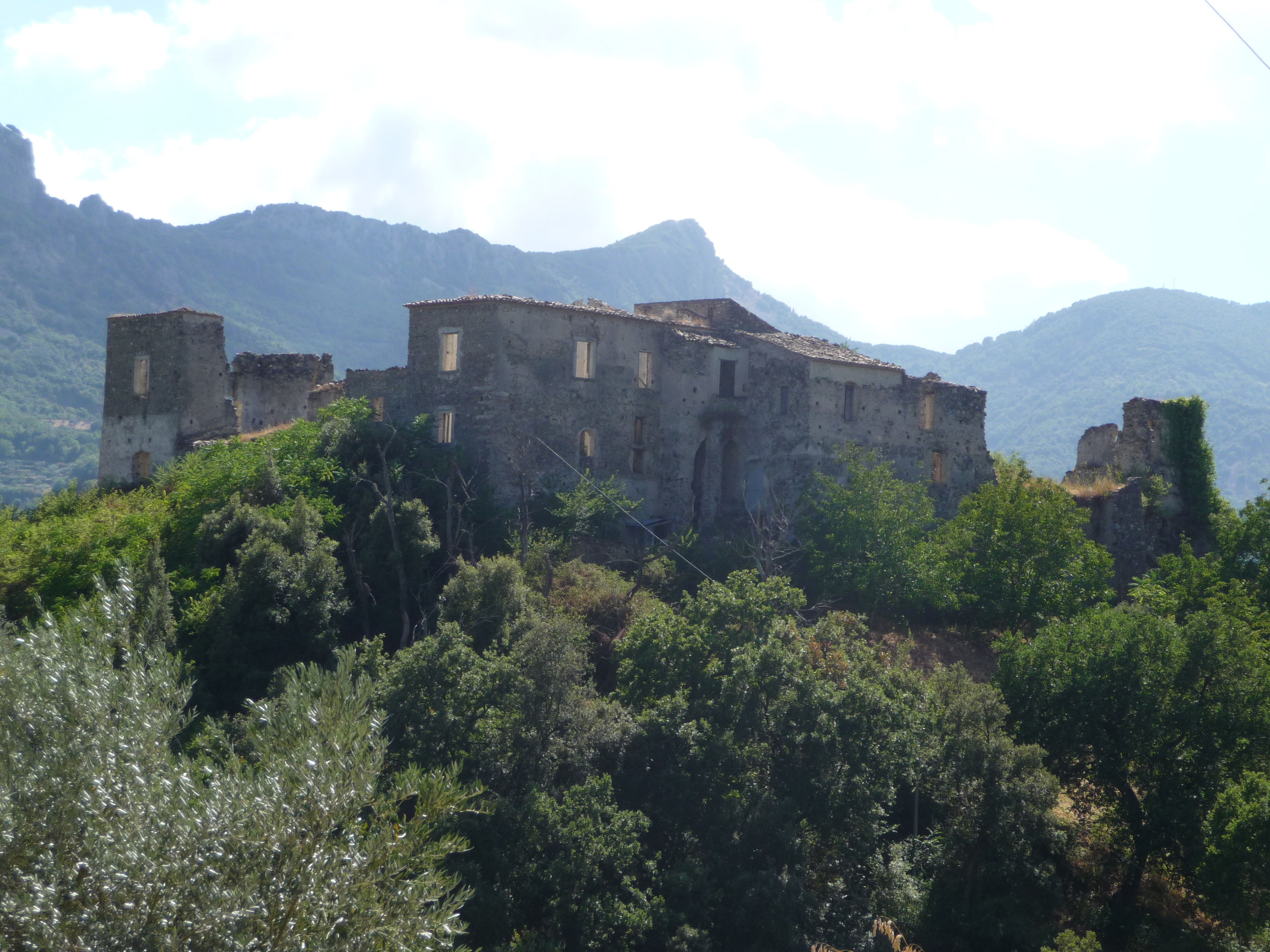
Grangia degli Apostoli

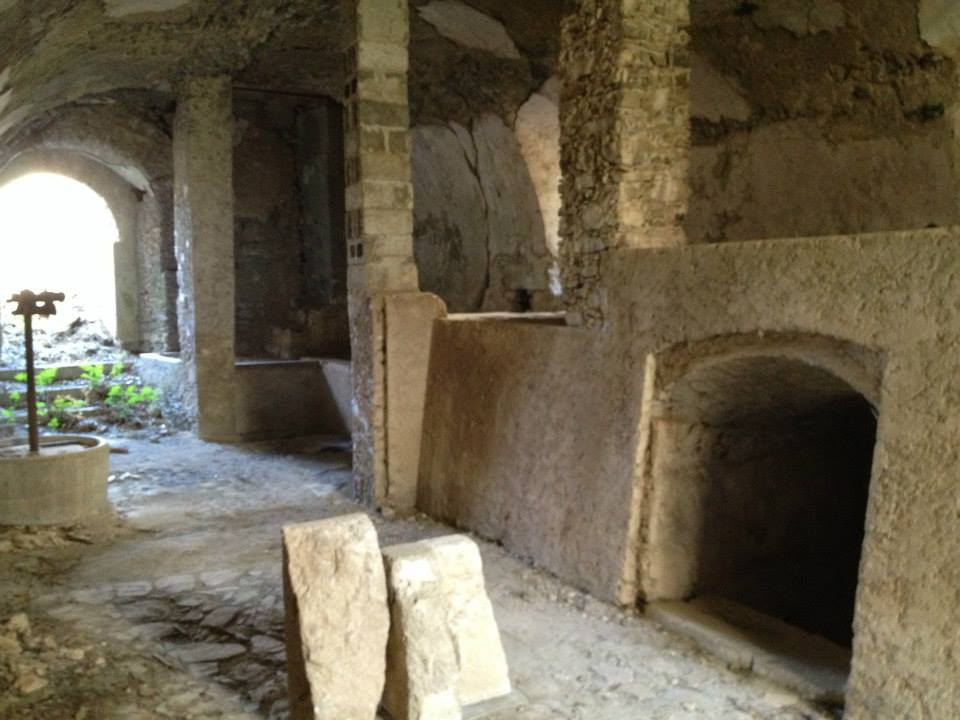
Grangia degli apostoli (interno)

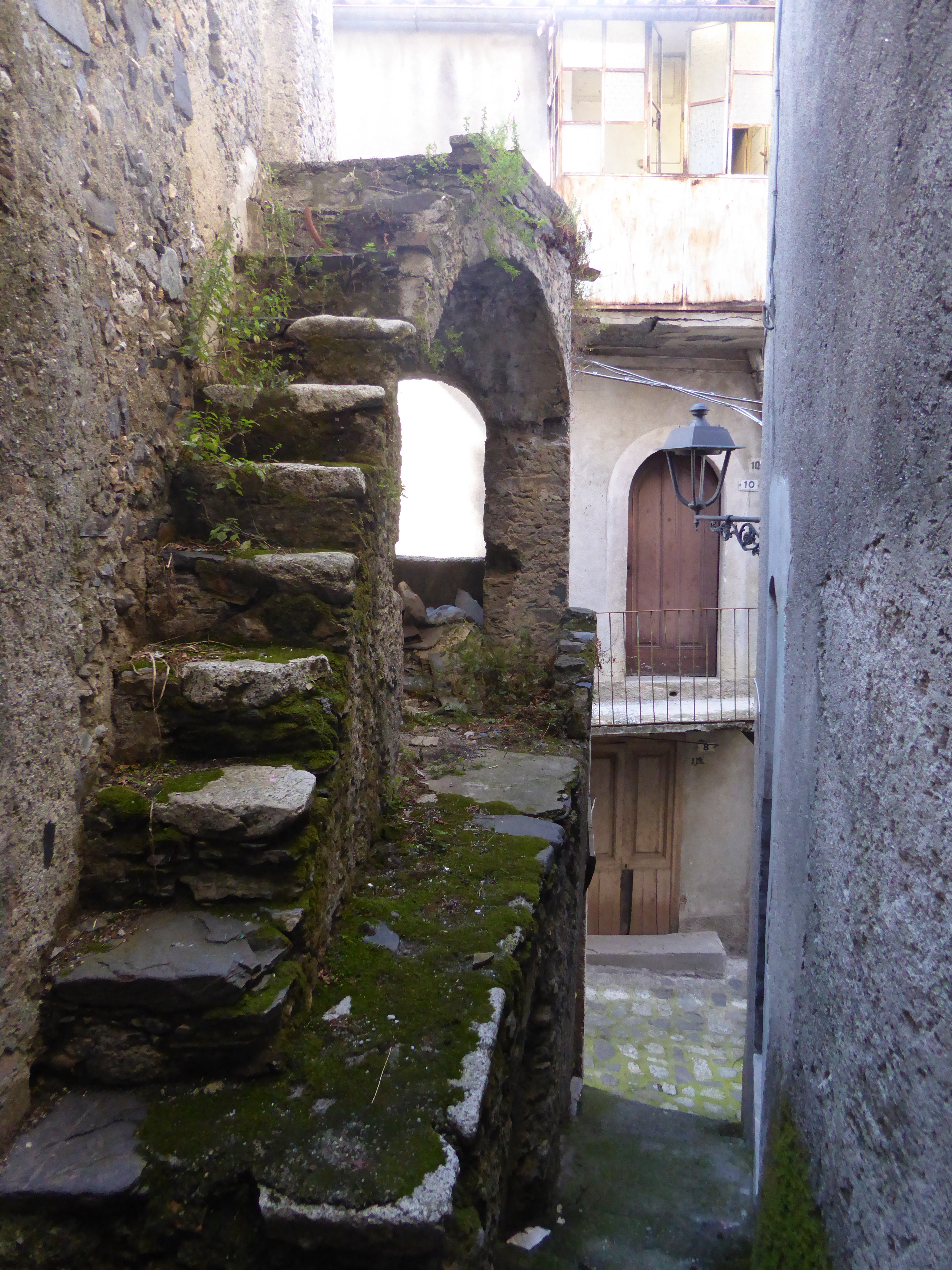
Vicolo di Bivongi

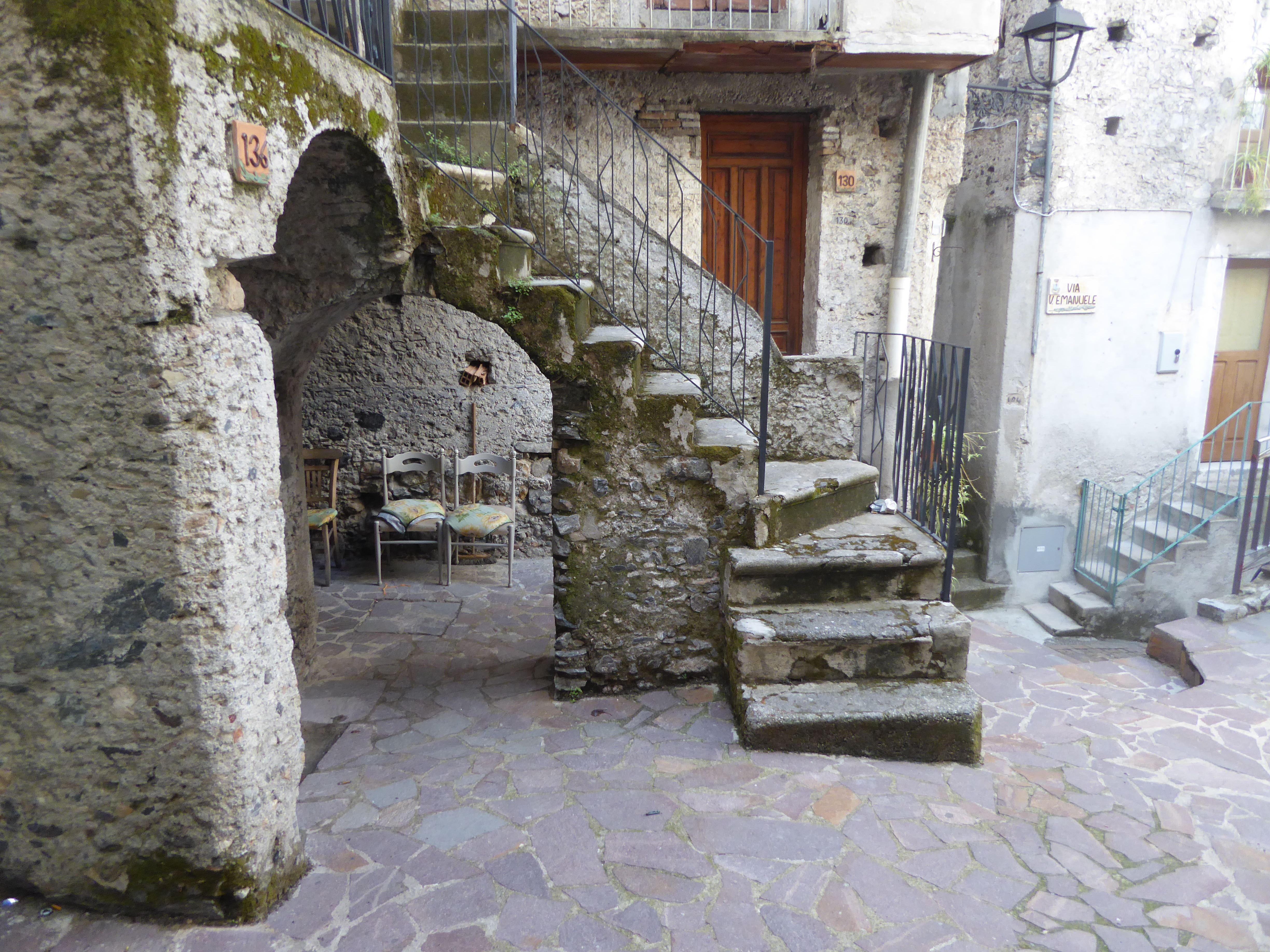
Angolo medievale

Dai dati ricavati durante un'indagine archeologica del 1995 alla chiesa di San Giovanni Decollato si pensa vi sia stato un primo insediamento o Chorion già nel IX secolo.
Il più antico nucleo abitativo di Bivongi è certamente Mangioni, alla destra del torrente Melodare (affluente dello Stilaro), termine del Basso Medioevo che indica, forse, la presenza di una mensa per i poveri offerta dall'antico Monastero-Chiesa di Santo Nicola (ufficiata fino al XIX secolo e successivamente sconsacrata, ora è, l'aula consiliare del comune), ivi presente. Essa fu poi sostituita dalla chiesa di San Giovanni Decollato, di cui si conserva solo la campana nella nuova Chiesa matrice di San Giovanni Battista Decollato.
Il primo documento che attesta l'esistenza di Bivongi è il Brebion (in latino: riassunto breve) nel 1050 circa con il nome greco di Boβὸγγες (Bobònges). In esso vengono descritti le proprietà dei monasteri ivi ubicati, e testimonia la presenza dell'attività dell'allevamento del baco da seta (phillogèma). Sono infine presenti i nomi greci dei fittuari con il loro canone di pagamento.
Bobonges sarebbe nato da due precedenti centri abitati, uno Mangiuni in cui era presente il monastero di San Nicola che risale al periodo bizantino e l'altro ad Abatìa e Casale dove si trova la Chiesa dello Spirito Santo.
I beni di Bobonges appartenevano al monastero dell'Arsafia.
Nel periodo bizantino Bobonges dipendeva dal Monastero dell'Arsafia.
Dal 1060 con l'arrivo dei normanni, in quanto casale, passa sotto il controllo del kastron di Stilo.
Dal 1094 con il diploma del Conte Ruggero le terre di Bivongi vengono donate alla Certosa di Serra San Bruno: "qui dicitur Apostoli cum casalibus Bingi et Bubungi".

### Età moderna
Nel 1535 nella Platea di Carlo V si ricorda per la prima volta la presenza a Bivongi del Monastero dei Sette Santi Dormienti di Efeso, in località Samponente, distrutto in parte nel 1922 per fare posto alla strada provinciale che porta verso Pazzano. Del XVII secolo dovrebbe essere il Monastero di Sant'Elia, periodo a cui risale l'unico suo affresco conservato fino ad oggi: la Madonna con il bambino in braccio e il profeta Elia e Giobbe inginocchiati ai suoi lati. Sempre al XVII secolo risale la Chiesa di Santa Maria (dell'omonimo rione) che rimane aperta fino al XVIII secolo. Nel 1782, durante il Regno di Napoli, nella Calabria Ultra si attesta l'esistenza di 42 miniere in attività, di cui 23 per l'estrazione dell'argento misto a piombo. Bivongi, insieme a Stilo, Badolato, Longobucco e Reggio, era considerato un distretto argentifero. Le contrade in cui si estraeva il minerale erano: Raspa, Argentera, Costa della Quercia e Due Fiumare.

Bivongi in un'immagine dei primi anni del XX secolo

### Età contemporanea

Alluvione del 1951

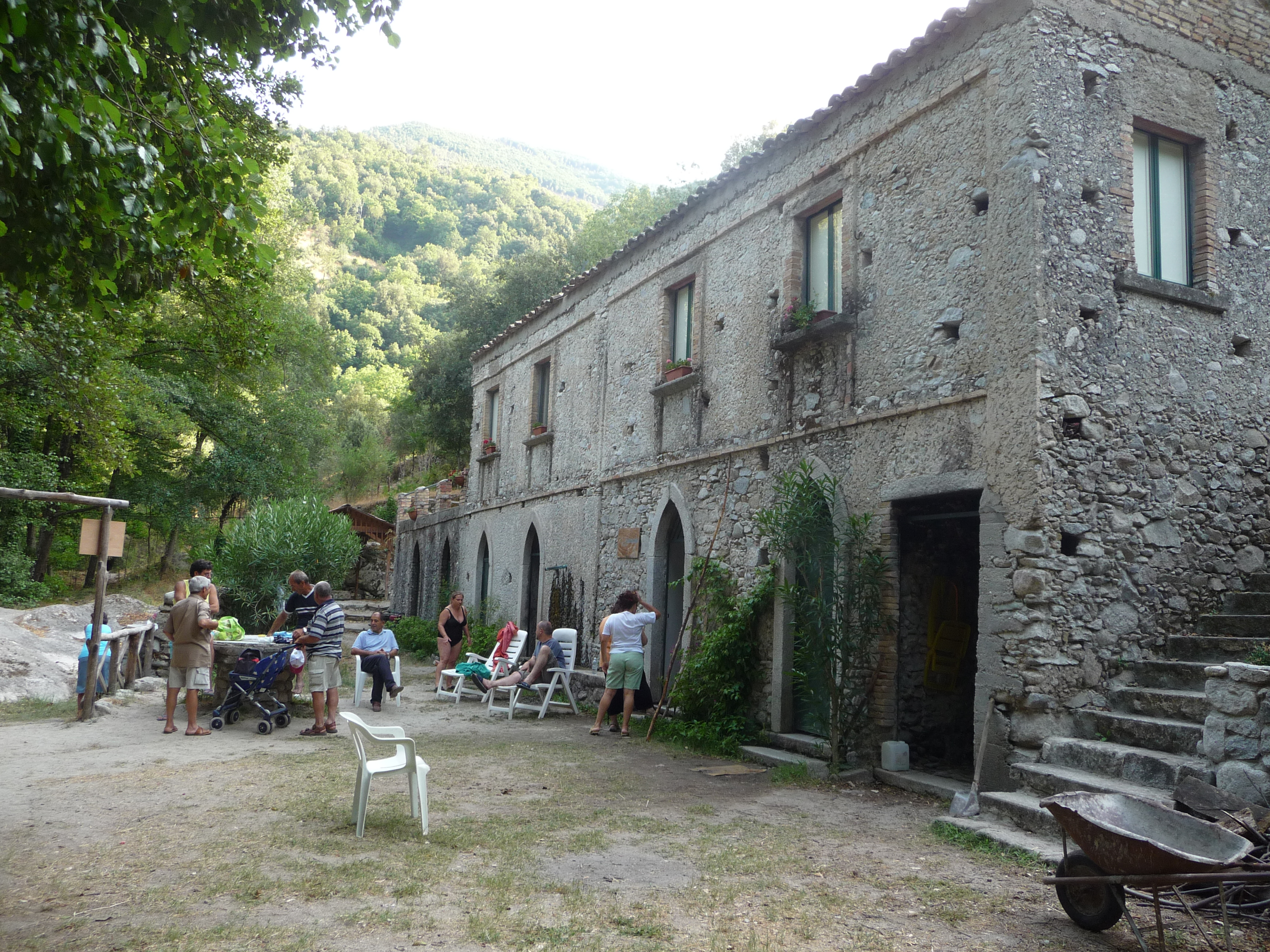
Bagni di Guida

Il ponte sulla Fiumara Stilaro durante l'alluvione del 1972

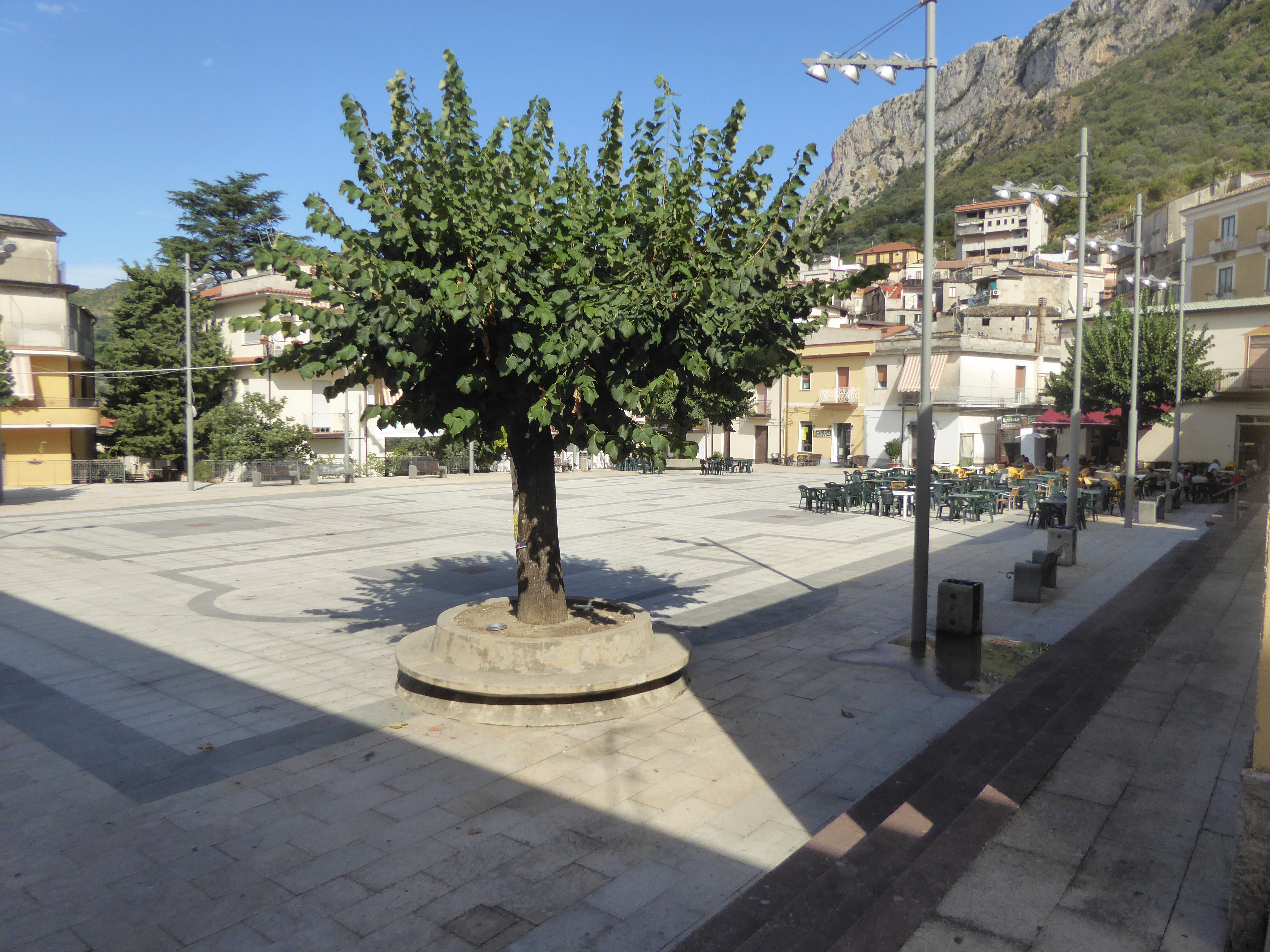
Piazza del Popolo

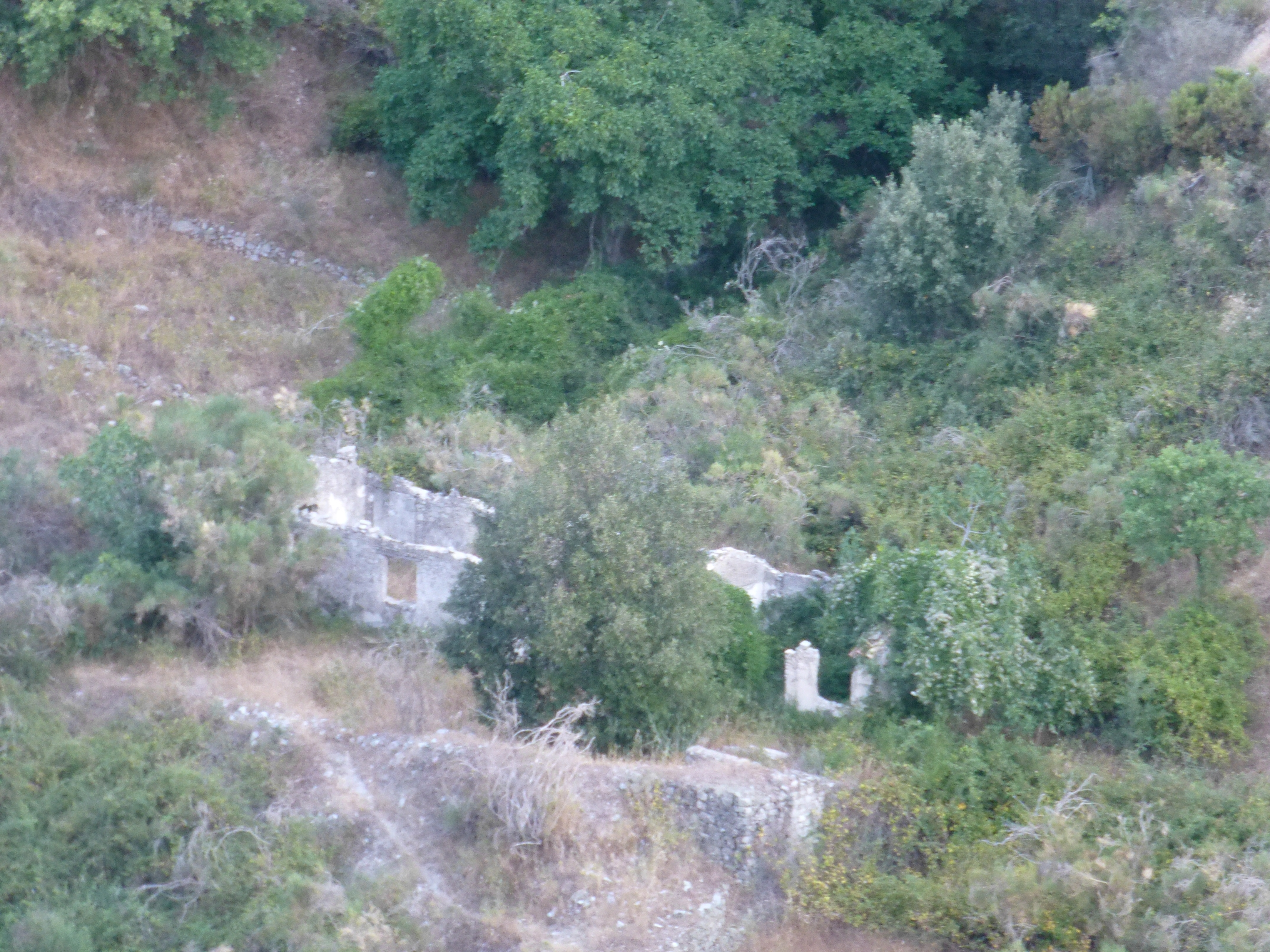
Resti del cantiere Breda Giogli in località Pagghjiuomuli

In località Acque Sante nel 1850 nasce un centro di acque termali rimasto attivo fino al 1950;
all'inizio del '900 fu affiancato da un albergo ora in restauro. Il geologo e mineralogista tedesco Gerhard vom Rath fa un viaggio in Calabria nel 1871 e ospite a Stilo il 7 aprile visita anche il paese di Bivongi. Nel 1913 fu costruita da Avvenire Spa la centrale idroelettrica Guida, prima centrale idroelettrica del Sud Italia; in attività fino al 1953. Nel 1917 la società Torelli e Re avvia delle ricerche per la Molibdenite a Bivongi.
Nel 1922 viene avviata la costruzione della Strada provinciale che porta a Pazzano. Lungo il percorso, in località samponente, vengono in parte distrutti i ruderi del Monastero dei Sette Santi Dormienti di Efeso, ma le pergamene greche e gli affreschi ritrovati vengono inviate al Museo Nazionale di Reggio Calabria.
Nel 1926 lo Stato italiano costruisce la Centrale idroelettrica Marmarico, dismessa nel 1973. Nel 1939 fu invece la volta della Breda che in quel periodo ricercava lo stesso minerale.
Iniziò così l'apertura di ben 60 miniere e non solo a Bivongi, ma anche a Stilo, Placanica, Guardavalle, Caulonia e Nardodipace: le miniere Giolli4, Punghi5, Franco6, bagni, Acqua Calda, Piave, Regina, Boddile, Noceto, Angra del forno, LigliaFrana, Paoli, Pampaniti, Pietra, Vignali. Con la seconda guerra mondiale si sospesero i lavori. Nonostante la Breda avesse richiesto al ministero dell'Industria e del Commercio di riprendere l'attività, non fu loro consentito.
Negli anni cinquanta viene edificato il nuovo cimitero di Bivongi sui ruderi della diroccata chiesa di Sant'Elia.
Nel 1951 e nel 1972 è sommersa dall'alluvione. Tra il 1952 e il 1956 il comune restaura la chiesa di Santa Maria e viene saltuariamente riaperta al culto.
Tra il 1961 e il 1962 il Genio Civile demolisce la chiesa secentesca del Santo Spirito perché pericolante al cui posto ora sorge una piazza con la stessa denominazione. Alla fine del XX secolo la chiesa di Santa Maria viene chiusa al culto. Il 12 e il 13 gennaio 2009 Bivongi ha subito nuovamente un'alluvione che ha fatto esondare lo Stilaro ostruendo la strada provinciale 9 che conduce a Monasterace.

### Simboli
Lo stemma, riconosciuto con D.P.R. del 10 febbraio 1986, ha la seguente blasonatura:
L'emblema è stato disegnato dall'architetto Franco Adolfo che ha tratto ispirazione da un antico timbro.
Il gonfalone civico è stato concesso con lo stesso decreto, esso ha la seguente descrizione:

## Monumenti e luoghi d'interesse

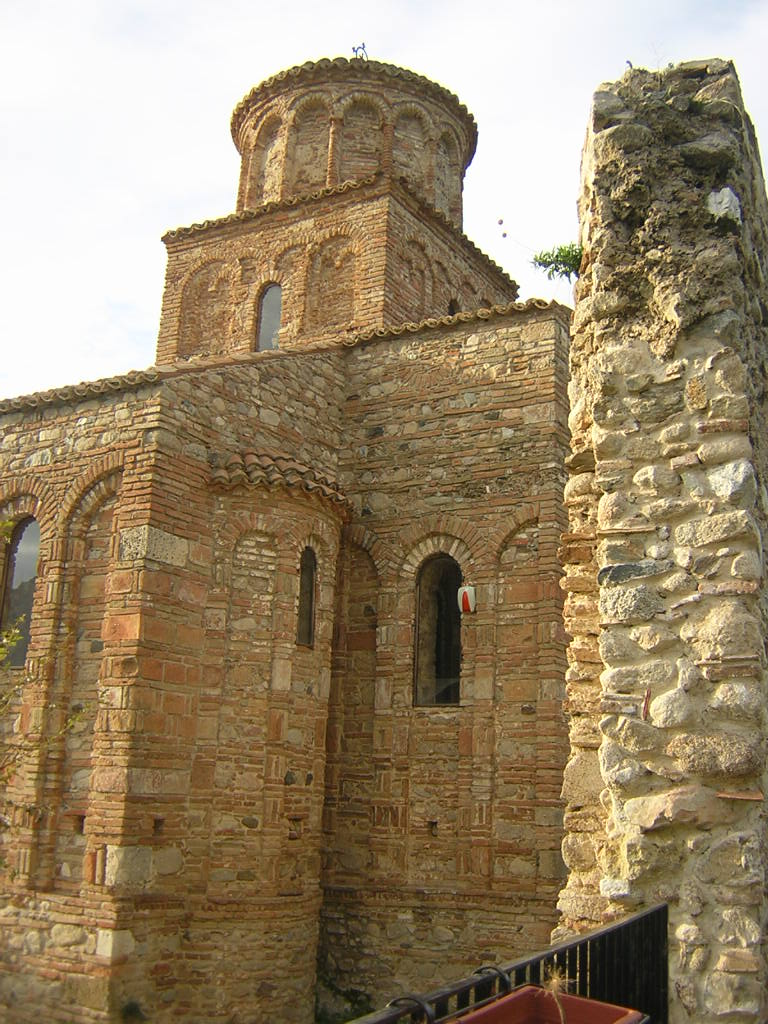
San Giovanni

- Monastero Ortodosso di San Giovanni Theristis
- Monastero SS. Apostoli
- Santuario di Maria SS. Mamma Nostra
- Pinacoteca d'Arte Moderna e Contemporanea "AM International"

- Mulinu do Furnu

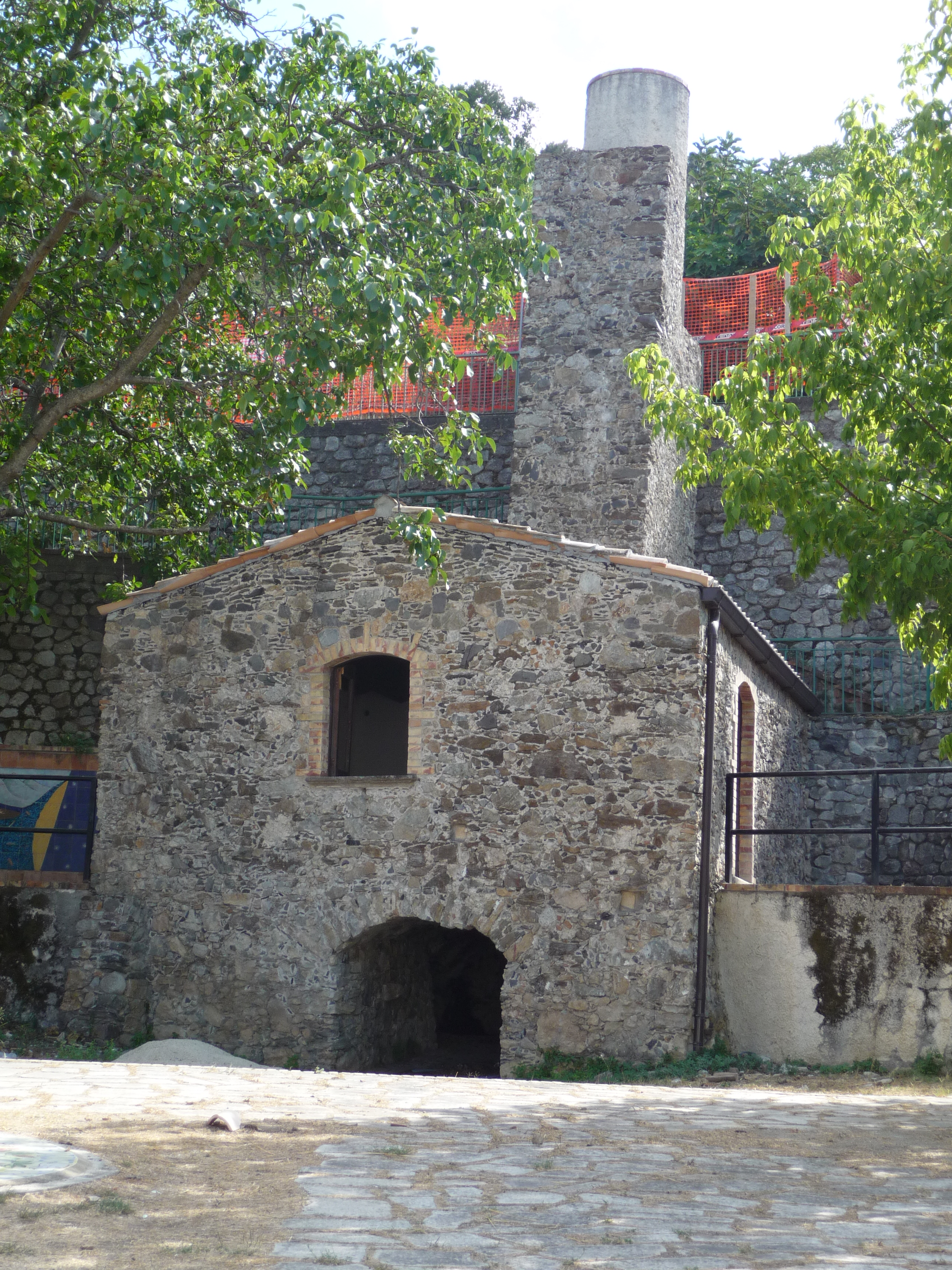
Mulino do Regnante

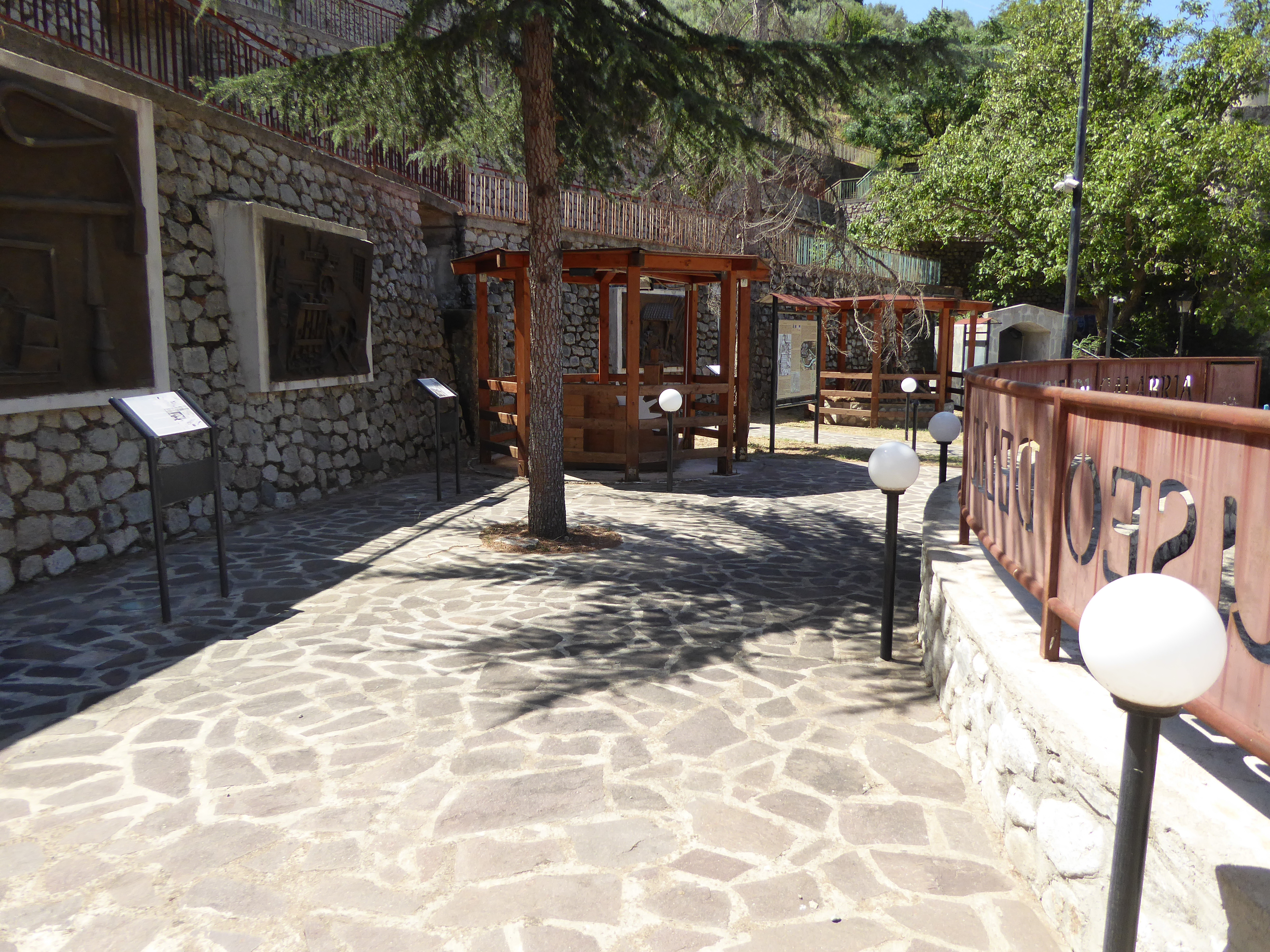
Parco del Regnante (agosto 2019)

Si hanno notizie del mulino sin dal XIII secolo.
Fu costruito da monaci cistercensi per frantumare la galena (minerale), prelevato da una miniera in località "Argentera". Successivamente la galena veniva fusa nel forno (da cui deriva il nome del mulino).
Il mulino verrà utilizzato dall'Ecomuseo a centro informazioni per la visita del medesimo.
- Antica Ferriera e la Conceria

Nelle vicinanze, dalle poche tracce, si evince la presenza anche di una ferriera adibita alla produzione di cannoni e granate, ceduta da Re Carlo V nel XVI secolo al suo scudiero Cesare Fieramosca.
Sopra i resti della ferriera è rimasta una conceria del 1900.
- Centrale idroelettrica Guida

È l'unica centrale elettrica arrivata a noi fra le prime costruite in Calabria e risale al 1913.
Fu costruita dai contadini di Bivongi e rifornì di elettricità tutti i paesi limitrofi fino al 1952.
La struttura diverrà un centro di documentazione sull'utilizzo dell'energia idraulica nella storia.
- Miniera Garibaldi
- Mulino do Regnante
- Albergo Acque sante

Fu costruito nei i primi del Novecento vicino allo stabilimento termale delle "Acque sante", (di natura alcalino solforosa), costruito invece intorno al 1850. Sia l'albergo che il centro termale rimasero attivi fino al 1950 e oggi verranno recuperati come centro di servizio dell'ecomuseo.
Edifici di cui c'è ancora bisogno di un progetto di recupero:
- Ferriera Arcà
- Ferriera Azzarera

Ferriera del XVII secolo
- Villaggio siderurgico

Villaggio del XV secolo, sito in località Chiesa Vecchia, con resti di altiforni e altri macchinari collegati alla lavorazione siderurgica.
- Centrale idroelettrica Marmarico

Costruita nel 1926.

### Ecomuseo delle ferriere e fonderie di Calabria
A Bivongi nel 1982 fu progettato dall'Associazione Calabrese Archeologia Industriale (ACAI) ed è in via di attuazione l'Ecomuseo delle ferriere e fonderie di Calabria,
Da alcuni anni il Comune di Bivongi è intervenuto per restaurare e recuperare: un'antica bocca di miniera, una centrale idroelettrica del 1913, due mulini idraulici; un'antica conceria, già ferriera Fieramosca, una casa albergo, annessa a uno stabilimento termale.

## Società

### Evoluzione demografica
Abitanti censiti

La popolazione dal 1991 al 2001 ha subito un decremento del 10,14%.

## Cultura
Musei
Pinacoteca -Museo MacAM 

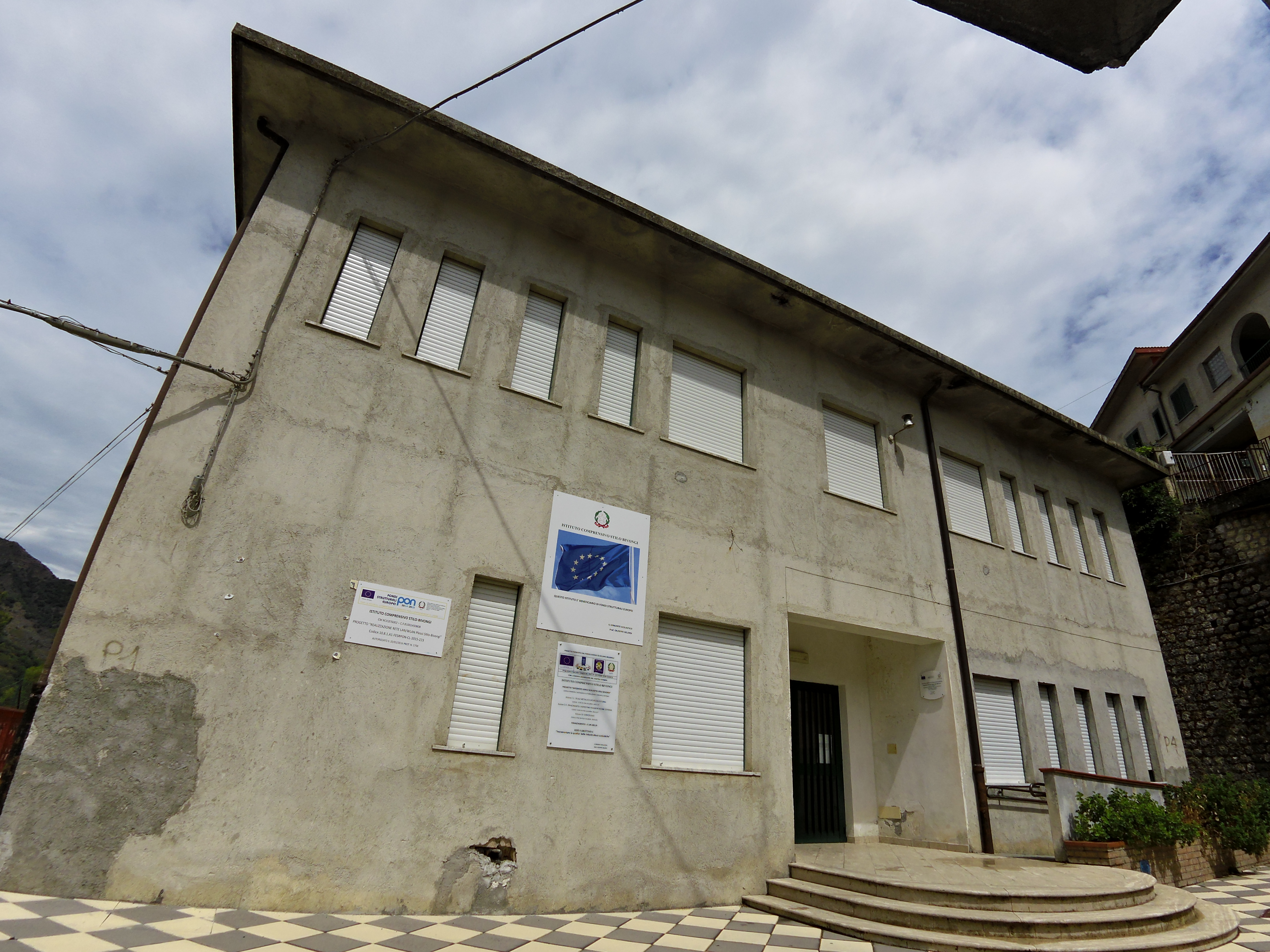
Istituto comprensivo Stilo-Bivongi 2018

Museo d’Arte Contemporanea della Fondazione Elio Furina.
Ecomuseo di archeologia industriale di Bivongi
Museo fabbrica di armi
Museo privato civiltà contadina “A Lumera”

### Istituti scolastici
- Istituto comprensivo Stilo-Bivongi

### Eventi

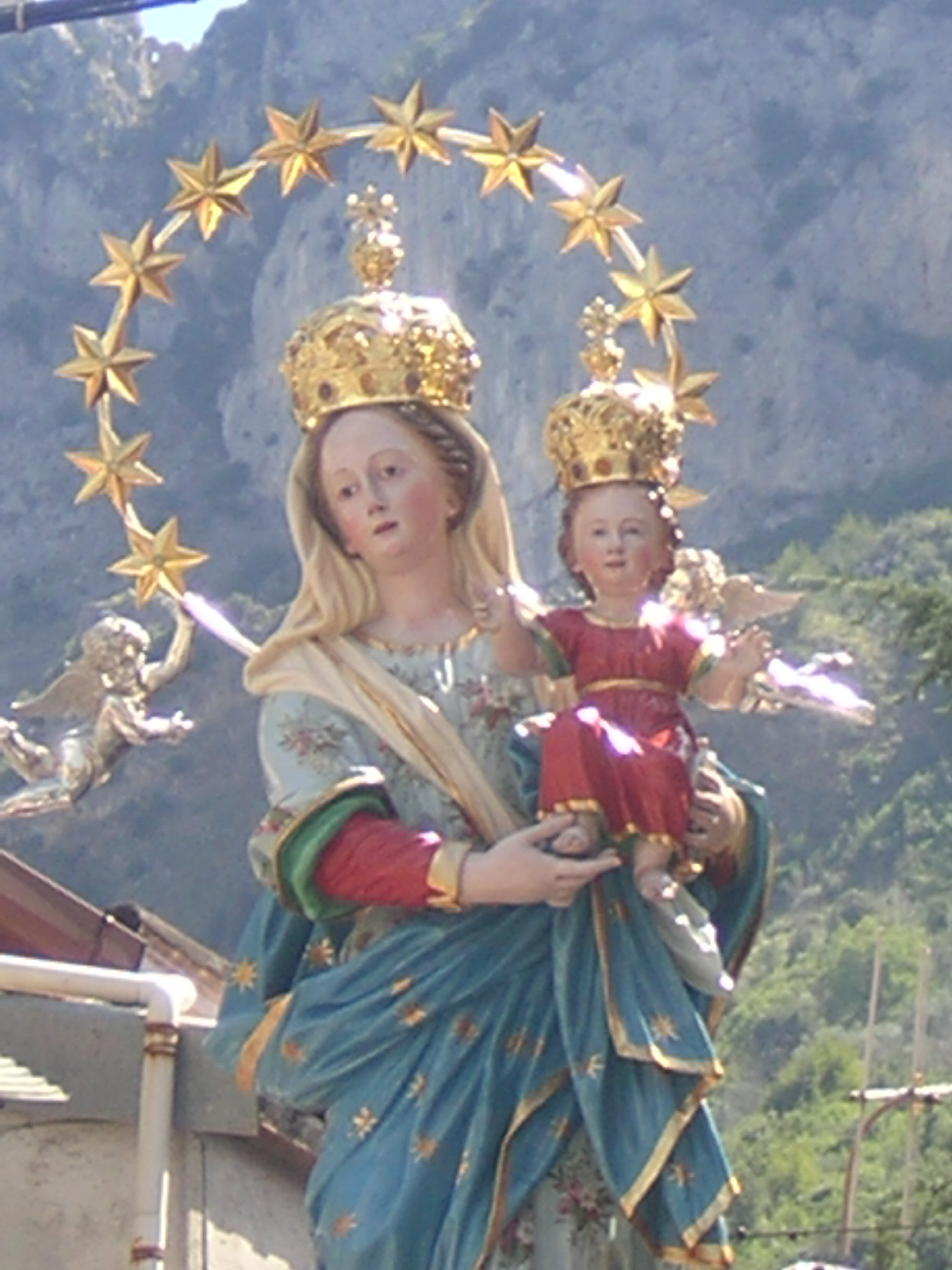
Mamma Nostra

- 5 febbraio - Festa di Maria SS. Mamma Nostra
- febbraio, Festa ortodossa di San Giovanni Theristis
- aprile, Pasqua cattolica e ortodossa
- agosto, Mercato della Badia - prodotti enogastronomici, musica, visita dei vecchi frantoi, mostre, artisti di strada e altro tra le viuzze del centro del paese.
- Seconda domenica di settembre - Festa di Maria SS. Mamma Nostra
- novembre, San Martino

## Geografia antropica
Di seguito un elenco delle contrade urbane e di campagna di Bivongi.
Contrade urbane:
| Italiano        | Dialetto bivongese   | Posizione | Etimologia | Panorama |
| --------------- | -------------------- | --------- | ---------- | -------- |
| Batìa           | Batìa                |           |            |          |
| ?               | Casale               |           |            |          |
| Cruci           | ?                    |           |            |          |
| Judeca          | Judeca               |           |            |          |
| Limbia          | Limbia               |           |            |          |
| Mercato vecchio | ?                    |           |            |          |
| Mangiuni        | Mangiuni             |           |            |          |
| ?               | Morzida              |           |            |          |
| ?               | Pazzaniedu           |           |            |          |
| Santa Maria     | Santa Maria          |           |            |          |
| Sant'Antonio    | Sant'Antuoni         |           |            |          |
| ?               | Santu Nicola u supa  |           |            |          |
| ?               | Santu Nicola u sutta |           |            |          |
| ?               | Stazione             |           |            |          |
| ?               | Ticchjana            |           |            |          |

Contrade di campagna:
| Italiano                   | Dialetto bivongese  | Posizione               | Etimologia | Panorama                            |
| -------------------------- | ------------------- | ----------------------- | --- | ----------------------------------- |
| Acino                      | Acinu               |                         | |                                     |
| Acqua Calda                | Acqua caudda        |                         | Dal latino: Aqua Calida |                                     |
| Amusa                      | Amusa               |                         | Etimologia ignota |                                     |
| Angra di Forno             |                     | 38.494662°N 16.412903°E | |                                     |
| Anguilla nera              | Angida nigra        |                         | |                                     |
| Apostoli                   | Apuostuli           | 38.4911°N 16.4652°E     | |                                     |
| Argalia                    | Argalia             | 38.48327°N 16.44247°E   | | Mulino do furnu in località Argalia |
| Argentera                  | Argentera           | 38.48629°N 16.44268°E   | Dal latino Argentum |                                     |
| Azzarello                  | Azzariellu          | 38.503891°N 16.391569°E | |                                     |
| Bagni di Guida             | Bagni e guida       | 38.49223°N 16.41699°E   | |                                     |
| Barzilla                   | Barzìlla            | 38.48206°N 16.43383°E   | |                                     |
| Bellezze                   | Badiezzi            | 38.48962°N 16.43439°E   | Etimologia sconosciuta |                                     |
| Bingi                      | Bingi               |                         | Etimologia sconosciuta |                                     |
| C. Gargano                 |                     | 38.4804°N 16.4451°E     | |                                     |
| Cassari                    | Cassari             |                         | |                                     |
| Colaciuri                  | Colaciuri           |                         | Deriverebbe dal greco "Signor Nicola" |                                     |
| Contrada Perrocalli        |                     |                         | |                                     |
| Contrada San Giovanni      | San Giuanni         | 38.4961°N 16.4715°E     | |                                     |
| Contrada Serra Della Vigna |                     |                         | |                                     |
| Cummarà                    | Cummarà             |                         | | +                                   |
| Don Brasco                 | Don Brascu          |                         | |                                     |
| Droma                      | Droma               |                         | Dròmos Δρομος "strada" in greco |                                     |
| Falco                      | Farcu               |                         | |                                     |
| Favata                     | Favata              |                         | |                                     |
| Ferola                     | Fjerudi             |                         | |                                     |
| Filessa Rossa              | Folesa Russa        | 38.4991°N 16.4519°E     | |                                     |
| Fiorello                   | Fiuriedu            |                         | |                                     |
| Fiumara Assi               | Assi                |                         | |                                     |
| Folco                      |                     |                         | |                                     |
| Fosso Macodera             |                     |                         | |                                     |
| Fosso Sambuco              |                     | 38.4869°N 16.422°E      | |                                     |
| Galluzzu                   | Gaduzzu             |                         | |                                     |
| Garravetta                 | Garravetta          |                         | |                                     |
| Ginestra                   | Janiestri           | 38.5006°N 16.433°E      | |                                     |
| Giogli                     | Giuogghji           |                         | |                                     |
| Gloria                     | Gluaria             |                         | |                                     |
| Granonchielli              | Granunchjiedi       |                         | |                                     |
| Grappidà                   | Grappidà            | 38.4771°N 16.4344°E     | Dal greco: άγριάπιδον, Luogo di peri selvatici |                                     |
| Grattaraci                 | Grattaraci          |                         | |                                     |
| Gualtieri                  | Gotieri             |                         | |                                     |
| Il Finocchio               |                     |                         | |                                     |
| Jomborosa                  | Jumbarusa           |                         | |                                     |
| Lacco San Giovanni         | Angra e San Giuànni |                         | |                                     |
| Ligghia                    | Ligghjìa            |                         | |                                     |
| Luppinaridi                | Luppinaridi         | 38.482015°N 16.441469°E | |                                     |
| Màcari                     | Màcari              | 38.49845°N 16.46047°E   | |                                     |
| Macera                     | Maceda              |                         | |                                     |
| Magliusa                   | Magghjiusa          |                         | |                                     |
| Maiodera                   | Majudera            |                         | |                                     |
| Marmarico                  | Marmaricu           | 8.50219°N 16.39664°E    | |                                     |
| Massara                    | Massara             | 38.4978°N 16.4309°E     | |                                     |
| Melìa                      | Milìa               | 38.4978°N 16.4309°E     | |                                     |
| Monte Cucolìa              |                     | 38.5194°N 16.3976°E     | |                                     |
| Monte Del ladro            |                     |                         | |                                     |
| M,o Vottandieri            |                     |                         | |                                     |
| Mulinella                  | Muliniedi           |                         | |                                     |
| Musuri                     | Musùri              | 38.489°N 16.4587°E      | |                                     |
| Noceto                     | Nocitu              | 38.4853°N 16.463°E      | |                                     |
|                            | Pagghjuomuli        | 38.5023°N 16.4378°E     | |                                     |
| Pardilli                   | Poddìdi             | 38.48426°N 16.43016°E   | |                                     |
| Petracca                   | Petràcca            |                         | |                                     |
| Pirainusa                  | Pirajinusa          |                         | |                                     |
| Pentimone                  | Pentimuoni          | 38.49088°N 16.45256°E   | |                                     |
| Portavasiti                | Portavasiti         |                         | |                                     |
| Porticella                 | Porticeda           |                         | |                                     |
| Poteda                     | Potèda              |                         | |                                     |
| Pratola                    | Pratola             |                         | |                                     |
| Punghì                     | Punghjì             | 38.5036°N 16.432°E      | |                                     |
| Raspa                      | Raspa               |                         | |                                     |
| Rinuggica                  |                     |                         | |                                     |
| Rizzello                   | Rizzéllu            |                         | |                                     |
| Rovolà                     |                     |                         | |                                     |
| Rumbola                    | Rumbola             |                         | |                                     |
| Sambuca                    | Sambùcu             | 38.4869°N 16.422°E      | |                                     |
| Samponente                 | Samponienti         |                         | Parola composta da "San": santo e da "ponienti": al posto di "dormienti" che deriva dal latino dormio -ire: dormire. Nella località vi era difatti la chiesa dedicata ai San Dormienti di Efeso, distrutta per creare la strada automobilistica che collega Bivongi a Pazzano |                                     |
| San Pietro                 | San Pietru          |                         | |                                     |
| Sant'Elia                  | Santu Lia           |                         | |                                     |
| Santa Venere               | Santa Vennara       |                         | |                                     |
| Scala                      | Scala               |                         | |                                     |
| Scontenti                  | Scuntienti          |                         | |                                     |
| Sistra                     | Azzièstru           |                         | |                                     |
| Sparta                     | Sporta              |                         | |                                     |
| Sperone                    | Spirùni             |                         | |                                     |
| Spolasato                  | Spolasatu           |                         | |                                     |
| Stincusu                   | Stincusu            |                         | |                                     |
|                            | Survìa              |                         | |                                     |
| Tannerà                    | Tannarà             |                         | |                                     |
| Torrente Cellìa            |                     |                         | |                                     |
| Torrente Pardalà           |                     | 38.4953°N 16.4444°E     | |                                     |
| Torrente Ruggiero          | Ruggieru            |                         | |                                     |
| Torrente Stilaro           | Stilaru             |                         | |                                     |
| Timpone Coda del Ladro     |                     |                         | |                                     |
| Timpa Cacari               |                     |                         | |                                     |
| Urna Nera                  |                     |                         | |                                     |
| Vallone Ficara             |                     |                         | |                                     |
| Vallone Agranci            |                     |                         | |                                     |
| Vallone Crocco             |                     |                         | |                                     |
| Ventimonia                 | Vintimona           | 38.495307°N 16.439405°E | |                                     |
| Vertice Undici             | Numeru Undici       | 38.50636°N 16.39438°E   | |                                     |
| Vignale                    | Vignàli             | 38.49393°N 16.41995°E   | |                                     |
| Vina                       |                     | 38.48647°N 16.46091°E   | |                                     |
| Vuculìa                    | Buculìa             |                         | |                                     |
| Zimbelli                   | Zimbiedi            |                         | |                                     |

## Economia

### Artigianato
Tra le attività più tradizionali e rinomate vi sono quelle artigianali, che si distinguono per l'arte della tessitura, finalizzata alla realizzazione di coperte caratterizzate dai disegni, dai motivi e dai colori originali.
Molto noto è inoltre il vino Bivongese, per il quale è stata istituita la zona di produzione d'Origine Controllata (DOC).

## Infrastrutture e trasporti
La località è raggiungibile tramite la Strada Provinciale 95 che conduce al centro abitato e prosegue per Pazzano.

## Amministrazione

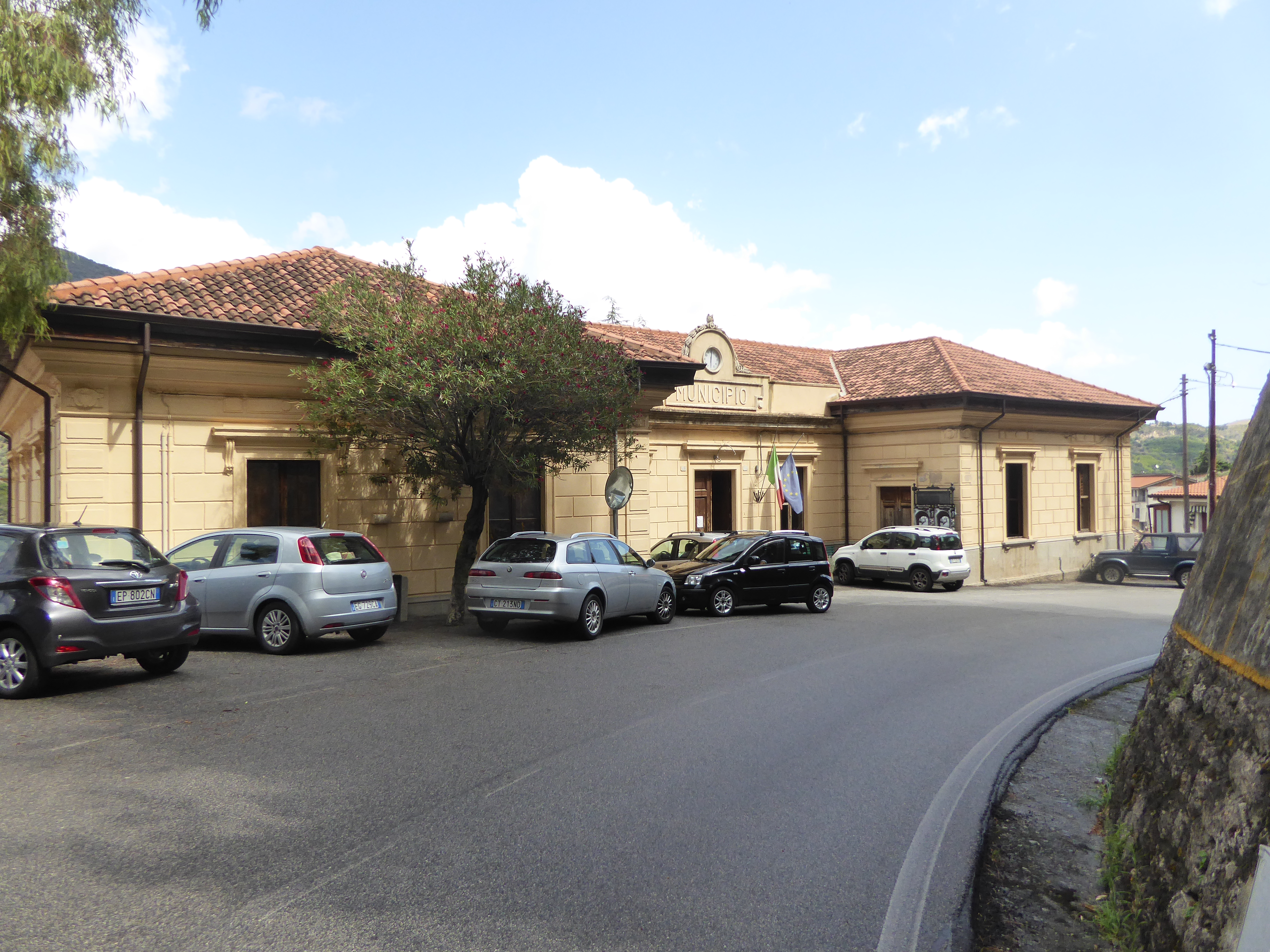
Municipio di Bivongi

| Periodo           | Periodo           | Primo cittadino             | Partito                                                       | Carica                    | Note          |
| ----------------- | ----------------- | --------------------------- | ------------------------------------------------------------- | ------------------------- | ------------- |
| 17 luglio 1984    | 27 maggio 1989    | Francesco Micelotta         | Democrazia Cristiana                                          | Sindaco                   | [ 43 ]        |
| 4 luglio 1989     | 11 gennaio 1992   | Cosimo Murace               | Partito Democratico della Sinistra Partito Comunista Italiano | Sindaco                   | [ 44 ] [ 45 ] |
| 18 gennaio 1992   | 14 luglio 1992    | Giovanni Battista Micelotta | Democrazia Cristiana                                          | Sindaco                   | [ 46 ]        |
| 27 luglio 1992    | 1 settembre 1993  | Nicola Rinaldo Amato        | Democrazia Cristiana                                          | Sindaco                   | [ 47 ]        |
| 1 settembre 1993  | 14 settembre 1993 | Demetrio Martino            |                                                               | Commissario prefettizio   | [ 48 ]        |
| 14 settembre 1993 | 29 novembre 1993  | Demetrio Martino            |                                                               | Commissario straordinario | [ 49 ]        |
| 29 novembre 1993  | 17 novembre 1997  | Felice Valenti              | Lista civica di sinistra                                      | Sindaco                   | [ 50 ]        |
| 17 novembre 1997  | 28 maggio 2002    | Felice Valenti              | Lista civica                                                  | Sindaco                   | [ 51 ]        |
| 28 maggio 2002    | 29 maggio 2007    | Ernesto Riggio              | Lista civica di centro                                        | Sindaco                   | [ 52 ]        |
| 29 maggio 2007    | 7 maggio 2012     | Ernesto Riggio              | Lista civica                                                  | Sindaco                   | [ 53 ]        |
| 7 maggio 2012     | 12 giugno 2017    | Felice Valenti              | Lista civica                                                  | Sindaco                   | [ 55 ]        |
| 12 giugno 2017    | 2 settembre 2018  | Felice Valenti              | Lista civica                                                  | Sindaco                   | [ 57 ] [ 58 ] |
| 2 settembre 2018  | 27 maggio 2019    | Daniela Marzano             | Lista civica                                                  | Vicesindaco reggente      | [ 59 ]        |
| 27 maggio 2019    | 10 giugno 2024    | Vincenzo Valenti            | Lista civica                                                  | Sindaco                   | [ 61 ]        |
| 10 giugno 2024    | in carica         | Grazia Zaffino              | Lista civica                                                  | Sindaco                   | [ 63 ]        |

### Gemellaggi

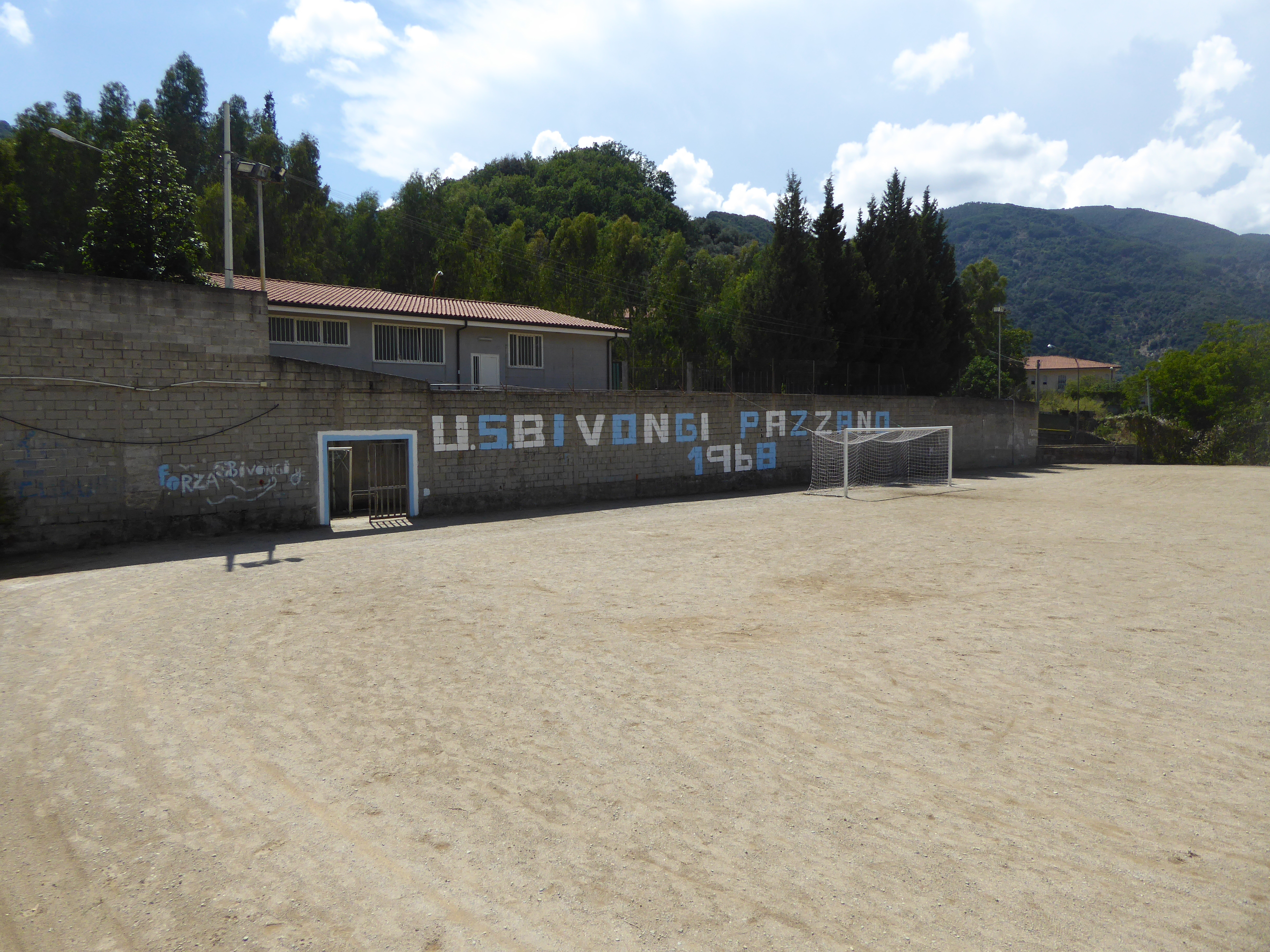
Campo da calcio dell'US Bivongi Pazzano (2018)

- La Plata, dal 2012

## Sport
Hanno sede nel comune la società di calcio US Bivongi Pazzano fondata nel 1968, che disputa campionati dilettantistici regionali e il Tennis Club Bivongi, associazione fondata nel 1988.

## Voci correlate

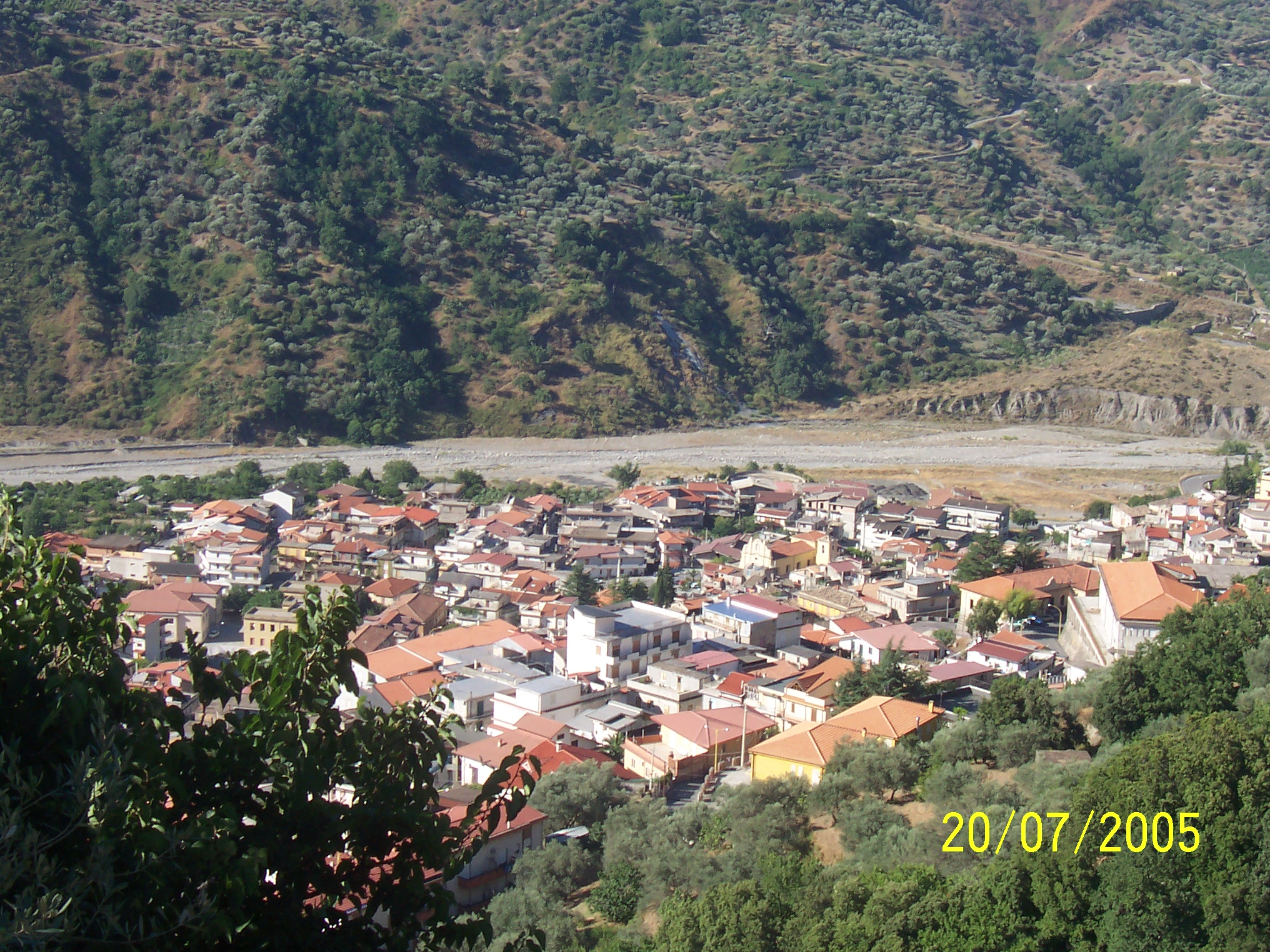
Panorama

### Impianti sportivi
- Campo di calcio D. Murdolo.
- Campi da tennis in sintetico.

### Vini di Bivongi

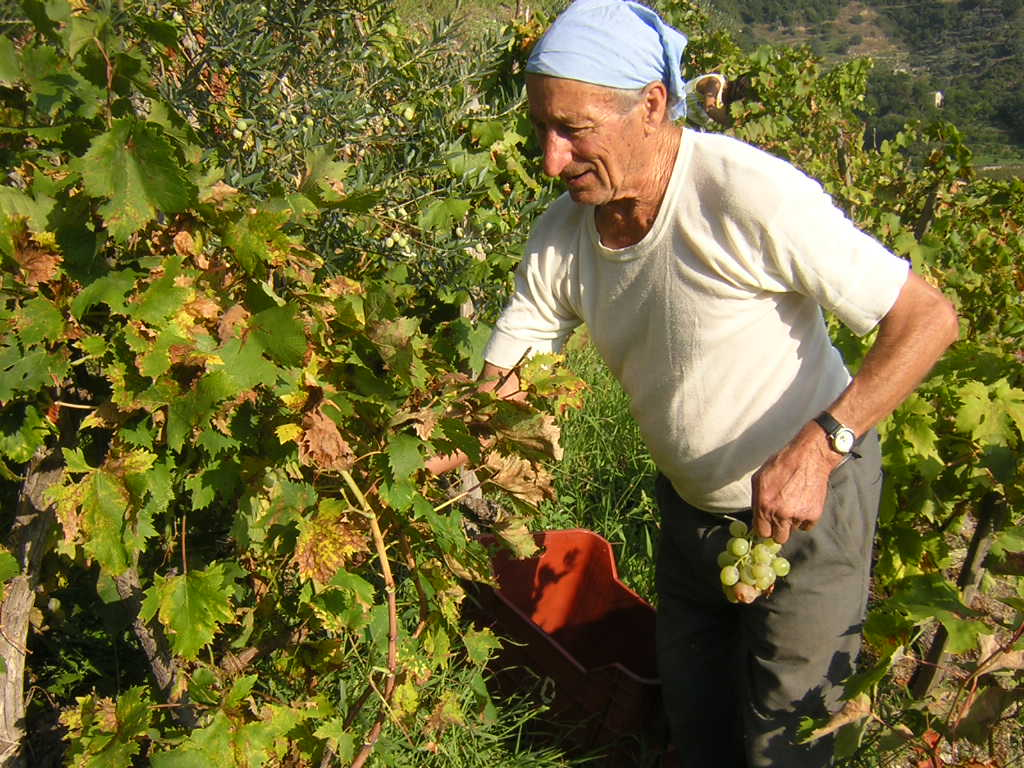
vendemmia

- Bivongi bianco
- Bivongi novello
- Bivongi rosato
- Bivongi rosso
- Bivongi rosso riserva